# 石見舞菜香
石見舞菜香（日语：／ Iwami Manaka，1998年4月30日—）是日本的女性聲優，埼玉縣出身。Raccoon Dog所屬。Pro-Fit聲優養成所畢業。

## 人物
興趣是散步、讀書、特技是低音號、動耳朵。
因被未聞花名中茅野愛衣的演技感動，決定成為聲優。
知曉聲優這個職業的契機是《無頭騎士異聞錄 DuRaRaRa!!》。
2019年，獲得第13回聲優獎的新人女優賞。

## 演出作品
※粗體字為主要角色。

### 電視動畫
2017年
- 高校星歌劇 第2期（老婆婆）
- Frame Arms Girl 骨裝機娘（學生）
- 月色真美（宮本心咲）
- 時鐘機關之星（女）
- Re:CREATORS（女子中學生、艾莉娜）
- 末日時在做什麼？有沒有空？可以來拯救嗎？（菈琪旭）
- 戰姬絕唱SYMPHOGEAR AXZ（少年）
- NEW GAME!!（星川螢）
- 咕嚕咕嚕魔法陣（伊貝爾）
- Gamers 電玩咖！（星之守千秋）
- URAHARA（綿紬琴子）
- DYNAMIC CHORD（觀眾）
- 結城友奈是勇者 -鷲尾須美之章-
- 調教咖啡廳（同人夥伴）
- 泥鯨之子們在沙地上歌唱（莉可絲）

2018年
- 三顆星彩色冒險（平井）
- 酒鬼妹子（店员）
- 妖怪旅馆营业中（小不点）
- 多田君不戀愛（泰瑞莎·瓦格歷）
- 漫畫女孩（小學生）
- 和風喫茶鹿楓堂（天神小鶴）
- 最終休止符 -無止境的螺旋物語-（史萊）
- 工作細胞（血小板1）
- 來玩遊戲吧（現充女子、現充女子A、將棋社員A、女學生、女學生A、家庭科教師、聖）
- 暮光幻影（沐星瑤）
- 天狼 Sirius the Jaeger（華田咲）
- 搖曳莊的幽奈小姐（夢咲春夢）
- 梅露可物語 -無精打采的少年與瓶中少女-（小鈴）
- 叛逆性百萬亞瑟王（女學生）

2019年
- revisions（手真輪愛鈴）
- 魔法水果籃（本田透）
- 鬼滅之刃（啾太郎）
- 獵獸神兵（小孩C）
- 滿月之戰（土御門九音）
- 實況主的逃脫遊戲【直播中】（伊奈葉陽美子）
- 美妙射擊部（望月涼子）
- 刺客守則（尤菲、少女、學生、修女）
- 星合之空（女學生、飛鳥泉）

2020年
- 魔法紀錄 魔法少女小圓外傳（環羽衣）
- 偶像學園 on Parade！（歌迷）
- 織田肉桂信長（女性）
- 戀愛中的小行星（蒔田史穗）
- 聽我的電波吧（南波瑞穗）
- 魔法水果籃 2nd Season（本田透）
- 白貓 Project ZERO CHRONICLE（星狸貓、星狸貓A）
- 籃球少年王（佐保）
- 噴嚏大魔王2020（嬰兒）
- 夢夢貓（森村）
- Re：從零開始的異世界生活 2nd season（卡蜜拉）
- 在地下城尋求邂逅是否搞錯了什麼III（飛兒）
- Love Live! 虹咲學園學園偶像同好會（克莉絲蒂娜）
- 請問您今天要來點兔子嗎？BLOOM（女孩子）

2021年
- 工作細胞!!（血小板〈戴反帽妹妹〉）
- 堀與宮村（女子高中生）
- 賽馬娘 Pretty Derby Season 2（米浴）
- 偶像學園Planet！（通行人）
- 記錄的地平線 圓桌崩壞（蕾莉雅·摩福爾）
- Dr.STONE 新石紀 第2期（獅子王未來）
- 奇蛋物語 Wonder Egg Priority（千繪美）
- 魔法水果籃 The Final（本田透）
- BLUE REFLECTION：澪（平原陽櫻莉）
- 東京復仇者（女子A）
- 夢夢貓 Mix！（森村）
- 刮掉鬍子的我與撿到的女高中生（真坂結子）
- 致不灭的你（铃）
- 魔法紀錄 魔法少女小圓外傳 2nd SEASON -覺醒前夜-（環羽衣）
- 我們的重製人生（森下美樹）
- 結城友奈是勇者 -大滿開之章-
- 陰陽眼見子（鬼怪）

2022年
- 東京24區（翠堂明日實）
- 薔薇王的葬列（約克的伊莉莎白）
- 魔法紀錄 魔法少女小圓外傳 Final SEASON -淺夢的黎明-（環羽衣）
- RPG不動產（拉琪拉）
- 女忍者椿的心事（水芭蕉）
- SPY×FAMILY間諜家家酒（米莉·邁爾斯、伊甸學園學生）
- 魔法使黎明期（莉莉）
- 處刑少女的生存之道（瑪儂）
- 相合之物（よりさん）
- Love Live! 虹咲學園學園偶像同好會 第2期（克莉絲蒂娜）
- 神渣☆偶像（詩多呂、悠乃）
- 黑之召喚士（艾斐爾）
- Dr.STONE 新石紀 龍水（獅子王未來）
- 天籟人偶（自律人偶）
- BORUTO-火影新世代-NARUTO NEXT GENERATIONS-（淺草霓虹）
- OVERLORD IV（第十一席次）
- 秋葉原冥途戰爭（涅蘆拉）
- 給不滅的你 Season2（鈴）
- 後宮之烏（昌黃英）
- 明日方舟 黎明前奏（能天使）

2023年
- 轉生公主與天才千金的魔法革命（尤菲莉亞·瑪贊塔）
- 關於我在無意間被隔壁的天使變成廢柴這件事（椎名真晝）
- 擁有超常技能的異世界流浪美食家（公主）
- Buddy Daddies 殺手奶爸（諏訪零（幼年時期））
- 東京復仇者（女學生）
- 在地下城尋求邂逅是否搞錯了什麼IV（飛兒）
- 虛構推理（音無莉音）
- 夜巡貓（男孩子、平井）
- 絆之Allele（朋友2）
- World Dai Star（鳳心菜） - 兼任「目標！World Dai Star！！」書寫
- 轉生貴族的異世界冒險錄～不知自重的眾神使徒～（特勒絲蒂雅）
- Dr.STONE 新石紀 NEW WORLD（獅子王未來）
- 【我推的孩子】（黑川茜）
- 聖者無雙～上班族的異世界生存之道～（莫妮卡）
- 其實，我是最強的？（瑪莉安努·奧爾提亞斯）
- 妙廟美少女（米亞的同學）
- 藍色管弦樂（佐伯直〈幼少期〉）
- 轉生成自動販賣機的我今天也在迷宮徘徊（道具店的店員）
- Sugar Apple Fairy Tale（諾亞）
- 謊言遊戲（皆實雫）
- 堀與宮村 -piece-（女學生B）
- 殭屍100～在成為殭屍前要做的100件事～（寒林陶子）
- 明日方舟 冬隱歸路（能天使）
- SPY×FAMILY間諜家家酒 Season 2（米莉·邁爾斯）
- 鴨乃橋論的禁忌推理（妹妹）
- 葬送的芙莉蓮（莉妮耶）
- 競速 OVERTAKE!（CM旁白）
- 家裡蹲吸血姬的鬱悶（佐久奈·梅墨瓦））
- 米奇與達利 惡童物語（兒玉老師）
- 我的推是壞人大小姐。（修道女）

2024年
- 狩火之王 第2期（搖火／千年彗星）
- 福星小子 第2期（望）
- 異修羅（女王賽菲特）
- 魔王學院的不適任者 II～史上最強的魔王始祖，轉生就讀子孫們的學校～（伊莉娜）
- 魔王軍最強的魔術師是人類（第六天）
- 【我推的孩子】 第2期（黑川茜）
- 亦葉亦花（大谷穩花）
- 深夜Punch（櫻）
- Acro Trip 頂尖惡路（A子）
- 成為名留歷史的壞女人吧（凱瑟·莉茲）

2025年
- 天久鷹央的推理病歷表（鴻池舞）
- 全修。（デステニー・ハートウォーミング）
- 這公司有我喜歡的人（三田果音）
- 來玩吧 魔法少女村（違法佔據）（苫小牧）
- 真·侍傳 YAIBA（峰沙也加）
- LAZARUS 拉撒路（艾萊娜）
- 聖騎士之戰 奮戰：DUAL RULERS（布莉姬）
- 神統記（艾爾莎）
- 凸变英雄X（蠱狼）
- 忍者與殺手的同住日常（草隱彩香）
- 持續狩獵史萊姆三百年，不知不覺就練到LV MAX ～其二～（丘麗娜）
- 涅庫羅諾美子的宇宙恐怖秀（克蘇魯／舞夢坂舞由）
- 青春豬頭少年不會夢到聖誕服女郎（美東美織）
- 轉生為第七王子，隨心所欲的魔法學習之路（伊夏）
- 桃源暗鬼（屏風浦帆稀 ）
- 彈珠汽水瓶裡的千歲同學（柊夕湖）
- 跨越種族與你相戀（朝霞萬理）
- 妖怪旅館營業中 貳（小不點）

2026年
- 關於我在無意間被隔壁的天使變成廢柴這件事（第2期）（椎名真晝）
- 我和班上第二可愛的女生成為朋友（朝凪海）

時期未定
- 新宿//Actors-Nova（桐島小夜子）

### 劇場版動畫
2018年
- 道別的早晨就用約定之花點綴吧（瑪琪亞）

2019年
- 劇場版 在地下城尋求邂逅是否搞錯了什麼 -獵戶座之箭-（孩子）
- 劇場版 為了誰的鍊金術師（パタ）

2022年
- 魔法水果籃 -前奏曲-（本田透）

2023年
- 留級魔女 風嘉與黑暗魔女（花梨）
- 劇場版 SPY×FAMILY CODE: White（米莉·邁爾斯）

2024年
- Code Geass 夺回的Rozé（尼可·芬尼克斯）
- 心之觸碰。（淺川奈南）

2025年
- 遠井同學（白川はるか）
- 電影 小鯊鯊出門去 都會的朋友

### OVA
2018年
- 賽馬娘 Pretty Derby BNW的誓言（米浴）

2020年
- 搖曳莊的幽奈小姐（夢咲春夢）※漫畫第24卷動畫BD同梱完全受注限定版

2021年
- planetarian ～雪圈球～（森見由香）

2022年
- 無職轉生～到了異世界就拿出真本事～「艾莉絲的哥布林討伐」（記憶的神子）

2025年
- 為美好的世界獻上祝福！3—BONUS STAGE—（阿庫婭[62]）

### 網路動畫
- 怪物彈珠（2017年，少女）
- 交鋒聯盟 機巧一族（2019年，第110番小隊 通信兵リン）
- 浪漫殺手（2022年，咲姬[63]）
- 風都偵探（2022年，蘭堂立夏）
- Fate/Grand Order 搞不懂的藤丸立香 第2期（2024年，呼延灼）

### 遊戲
2016年
- 逆轉奧賽羅尼亞（菈朵菈）

2017年
- 天華百劍-斬-（水心子正秀）

2018年
- 白貓Project（艾蕾諾亞、星狸貓）
- SKYFORT PRINCESS（紅葉）
- 音擊（柏木咲姬）
- 閃耀幻想曲（星川螢、拉琪拉）
- 祈禱之天秤（亞莉亞·羅薩）
- Dragalia Lost ～失落的龍絆～（琵雅雀）
- 魔法紀錄 魔法少女小圓外傳（環羽衣）

2019年
- RELEASE THE SPYCE secret fragrance（薩摩飛沫）
- LoveR（生野·C·香澄）
- 聖火降魔錄 風花雪月（英谷莉特‧布蘭多爾‧賈拉提雅）
- 明日方舟（能天使、華法琳）
- 东方大炮弹（蓬莱山辉夜）
- 聖火降魔錄 英雄雲集（姬妮薇雅、英谷莉特）

2020年
- 白貓Project（騎白馬的學生會長）
- Sdorica（Nora）
- Cytus II（Nora）
- 英雄傳說 創之軌跡（娜狄雅‧莱恩）
- 原神（安柏）

2021年
- 賽馬娘Pretty Derby（米浴）
- BLUE REFLECTION：帝（平原陽櫻莉）

2022年
- 碧藍航線（鎮海）
- Infinity Souls（GDR-006FD 六花）
- 聖騎士之戰 -奮戰- （布莉姬）
- Fate/Grand Order （呼延灼）
- 聖火降魔錄無雙 風花雪月（英谷莉特‧布蘭多爾‧賈拉提雅）
- 闇影詩章（科爾努諾絲）

2023年
- 宿命迴響（給愛麗絲）
- 新楓之谷（萊薩）
- ONE.（长森瑞佳）

2024年
- 绝区零（派派·韦尔）
- 鬼斬（安倍晴明）
- 蕾斯萊莉婭娜的鍊金工房 ～忘卻的鍊金術與極夜的解放者～（安潔·莫爾特克）
- Final Fantasy VII 重生（Mai）

2025年
- 神魔之塔（軒轅）
- 女神異聞錄：夜幕魅影（平野亞蘭）
- 重返未来：1999（圖圖石子）
- 怪物彈珠（忒洛依梅萊依）
- 蔚藍檔案（橘光）
- 崩壞：星穹鐵道（海瑟音）

未知時期
- 二重螺旋（達芙涅）

### 語音漫畫
- 三色便當（2022年，繪里香[70]）

### 外語配音
- 龍族 -The Blazing Dawn-（2024年，諾瑪·勞恩斯[71]）

### 廣播劇CD
- 小書痴的下剋上：為了成為圖書管理員不擇手段！
  - 廣播劇CD3（菲里妮、布倫希爾德、懷斯[72]）
  - 廣播劇CD4（布倫希爾德、懷斯[73]）
  - 廣播劇CD5（布倫希爾德、菲里妮、莉瑟蕾塔[74]）
  - 廣播劇CD6（布倫希爾德、莉瑟蕾塔、懷斯[75]）
  - 廣播劇CD7（莉瑟蕾塔、懷斯[76]）
  - 廣播劇CD8（菲里妮、莉瑟蕾塔[77]）
  - 廣播劇CD9（布倫希爾德、懷斯[78]）
  - 廣播劇CD10（菲里妮、布倫希爾德、莉瑟蕾塔[79]）
- 关于我在无意间被隔壁的天使变成废柴这件事（椎名真昼）

## 外部連結
- 事務所官方簡歷 （页面存档备份，存于）（日語）
- 石見舞菜香的X（前Twitter） （日語）